# ロープ 戦場の生命線
『ロープ 戦場の生命線』 （ロープ せんじょうのせいめいせん、A Perfect Day）は、2015年のスペインのブラック・コメディ映画。脚本・監督はフェルナンド・レオン・デ・アラノア。パウラ・ファリアスの小説『Dejarse Llover』を原作としている。
レオン・デ・アラノア監督による初の英語作品である。1995年、ユーゴスラビア紛争停戦直後の「バルカン半島のどこか」を舞台としている。
2015年のカンヌ国際映画祭では監督週間に正式出品され、主演のベニチオ・デル・トロはサラエヴォ映画祭で生涯功労賞を受賞した。Rotten Tomatoesでは71%の評価、Metacriticでは59点の評価をそれぞれ得た。

## ストーリー
1995年、停戦直後のバルカン半島。ある村で井戸に死体が投げ込まれ生活用水が汚染されてしまう。それは水の密売ビジネスを企む犯罪組織の仕業だった。国籍も年齢もバラバラの5人で構成される国際援助活動家“国境なき水と衛生管理団”は、死体の引き上げを試みるが、運悪くロープが切れてしまう。やむなく、武装集団が徘徊し、あちこちに地雷が埋まる危険地帯を、1本のロープを求めてさまようが、村の売店でも、国境警備の兵士にもことごとく断られ、なかなかロープを手に入れることができない。そんな中、一人の少年との出会いがきっかけで、衝撃の真実と向き合うことになる……。。

## キャスト
- マンブルー: ベニチオ・デル・トロ - ベテラン国際援助活動家。
- B: ティム・ロビンス - ベテラン国際援助活動家。
- カティヤ: オルガ・キュリレンコ - マンブルーとは肉体関係にある美人調査官。
- ソフィー: メラニー・ティエリー - 新人国際援助活動家。
- ダミール: フェジャ・ストゥカン - 現地人通訳。
- ゴヨ: セルジ・ロペス - マンブルーの上司。

## 受賞
| 賞              | 部門             | 対象者                             | 結果       |
| --------------- | ---------------- | ---------------------------------- | ---------- |
| 第3回フェロス賞 | コメディ作品賞   | コメディ作品賞                     | ノミネート |
| 第3回フェロス賞 | 監督賞           | フェルナンド・レオン・デ・アラノア | ノミネート |
| 第3回フェロス賞 | 脚本賞           | フェルナンド・レオン・デ・アラノア | ノミネート |
| 第3回フェロス賞 | ポスター賞       | ポスター賞                         | ノミネート |
| 第30回ゴヤ賞    | 作品賞           | 作品賞                             | ノミネート |
| 第30回ゴヤ賞    | 監督賞           | フェルナンド・レオン・デ・アラノア | ノミネート |
| 第30回ゴヤ賞    | 脚色賞           | フェルナンド・レオン・デ・アラノア | 受賞       |
| 第30回ゴヤ賞    | 助演男優賞       | ティム・ロビンス                   | ノミネート |
| 第30回ゴヤ賞    | 撮影賞           | アレックス・カタラン               | ノミネート |
| 第30回ゴヤ賞    | 編集賞           | ナチョ・ルイス・カピリャス         | ノミネート |
| 第30回ゴヤ賞    | プロダクション賞 | ルイス・フェルナンド・ラゴ         | ノミネート |
| 第30回ゴヤ賞    | 衣裳デザイン賞   | フェルナンド・ガルシア             | ノミネート |